# Extragear
Extragear 是一個KDE應用程序軟體包。這些應用程序，由於各種原因不屬於KDE的主要發行版，但他們仍然是專案的一部分。這讓他們對於文件翻譯人員有更高的知名度。
應用程序有多種可能的原因不能放在在KDE模塊中，例如：
- 功能重複
- 非常專業（如 KSMSSend)

然而，最主要的原因是應用程序在Extragear中可以獨立主要的KDE軟件包（ KDELibs、KDEBase等）發布，讓他們的維護者尋求自己的發展計劃。

## 圖像
- digiKam：一個先進的數碼照片管理應用程序
- KColorEdit：調色板編輯器。
- KGraphViewer
- KPhotoAlbum：相冊管理。
- KIPI：通用的外掛程式結構，讓各種圖形應用程式之間分享圖像外掛程式。
- KuickShow：一個圖像瀏覽器。
- KPovModeler：POV-Ray的3D 建模
- showimg

## 多媒體
- Amarok：音頻播放器
- K3b：一個CD和CD燒錄應用程序
- Kaffeine：一個全功能的多媒體和DVB播放器
- kdetv：一個收看傳輸到桌面的電視節目的程式
- KMPlayer：一個影片播放器。
- KPlayer：多媒體播放器。

## 網路
- KDEBluetooth
- KFTPGrabber，一個FTP客戶端。
- KMLDonkey，MLDonkey 前端（一個強大的P2P文件共享工具）
- KMyFirewall
- KNetLoad
- KNetStats
- KTorrent，一個BitTorrent客戶端
- Konversation，一個IRC客戶端
- knemo

## 辦公
- Skrooge
- dataKiosk
- Kile，LaTeX 編輯器

## 科學
- Fraqtive
- Kst

## 安全
- PwManager

## 系統
- KDE Partition Manager

## 工具
- Filelight，圖形化硬碟空間分析器
- Guidance
- KCfgCreator
- KConfigEditor
- Kiosktool
- Krecipes
- Krusader
- Yakuake，下拉终端
- kdiff3
- keurocalc

## 外部連結
- KDE Extragear 官方網站（页面存档备份，存于）